# Jennifer Hudak
 (juin 2023).
Si vous disposez d'ouvrages ou d'articles de référence ou si vous connaissez des sites web de qualité traitant du thème abordé ici, merci de compléter l'article en donnant les références utiles à sa vérifiabilité et en les liant à la section « Notes et références ».
Jennifer Hudak, souvent appelée simplement Jen Hudak, née le 7 septembre 1986 à Hamden dans le Connecticut, est une skieuse acrobatique américaine spécialisée dans les épreuves de Half-Pipe.

## Biographie
Née dans le Connecticut, Jen Hudak fait l'apprentissage des sports d'hiver dans l'état voisin du Vermont avec son père. Prenant de l'habitude et de l'assurance elle commence à skier seule sur le mont Okemo situé dans la ville de Ludlow, toujours dans le Vermont. Elle y découvre le ski freestyle et à 11 ans, intègre l'équipe locale et, à 15 ans, se spécialise en Half-Pipe. Elle réside actuellement dans l'Utah, un État des États-Unis particulièrement généreux en neige où elle skie et s'entraîne.  
En 2004 elle monte sur le podium pour sa première participation à une compétition majeure, l' US Freeskiing Open, ce qui lance sa carrière professionnelle. Elle a participé à un mondial où elle remporte la médaille de bronze en 2009 à Inawashiro, enfin en coupe du monde elle est montée à cinq reprises sur un podium pour une victoire le 12 mars 2008 à Valmalenco.
Elle participe chaque année aux X-Games Winter à Aspen - seconde en 2009, troisième en 2007 et 2008 - ainsi qu'à d'autres rendez-vous de half-pipe comme le Chicks Do It Too organisé par la freestyleuse française Anais Caradeux ou le Nine Queens. Elle devait participer au X-Games Winter 2012 mais elle se blesse au genou droit le 10 février, quelques semaines avant le début de la compétition.
Elle a néanmoins intégré l'équipe olympique américaine de ski et devrait participer aux Jeux olympiques d'hiver à Sotchi en 2014, en Russie.

## À noter...
- Elle utilise actuellement des skis du fabricant allemand Völkl.
- Elle a un partenariat avec l'équipementier sportif américain Under Armour.
- Elle produit une petite web-série intitulée Moving Mountains où elle relate son parcours et ses différentes activités.

## Palmarès

### Championnats du monde
| Édition/Discipline | Saut acrobatique |
| Mondiaux 2009      | Bronze           |
| Mondiaux 2011      | Silver           |

### Coupe du monde
- Meilleur classement général : 8e en 2008.
- Meilleur classement en saut acrobatique : 3e en 2007.
- 5 podiums dont 1 victoire en saut acrobatique.